# The Wizards Return: Alex vs. Alex
The Wizards Return: Alex vs. Alex (conocida en Hispanoamérica como Los hechiceros regresan: Alex vs. Alex, y en España como El retorno de los magos: Alex vs. Alex) es un episodio especial de larga duración del año 2013, realizado para televisión de comedia dramática y fantasía estadounidense, basado en la serie original de Disney Channel Wizards of Waverly Place.
Fue dirigido por Víctor González y filmado principalmente en Disney Studios entre octubre y noviembre de 2012. El elenco de la serie protagonizó el especial, con la excepción de David Henrie, aunque el personaje fue mencionado con frecuencia durante éste filme. La película se centra en la familia Russo, Harper y Mason, quienes viajan a Italia para una reunión familiar. Fue estrenado el 15 de marzo de 2013 en los Estados Unidos a través del canal Disney Channel, y tiene una clasificación de TV-G. El especial recibió 5,9 millones espectadores.

## Trama
Inicia con una escena en la que Alex está frente a los 'Cristales de la Justicia' por casi haber destruido al mundo mortal, por lo que Alex pide que vuelvan a ver todo para que se den cuenta que ella no fue la culpable. Seguido de eso, vemos a Alex y Harper en un auto en un autocine en casa cuando sus padres llegan y Jerry la culpa de ser egoísta. 
La historia se centra en la familia Russo y sus amigos que están esperando con una fiesta sorpresa a Justin Russo, quien asumió ser el director del Tec de magia pero Justin no podrá ir a casa por lo que envía a Dominic, un hechicero miembro del Tec de Magia, a informar a la familia que no irá. 
Alex reprocha a su familia que ella no tuve una fiesta por ser la hechicera de la familia y ya que Justin no pudo ir a la reunión Jerry anuncia a su familia, que los Russo de Italia los invitaron a una reunión familiar. Alex negándose a realizar un vuelo incómodo hasta Italia decide crear un portal que los lleve hacia allá, por lo que Jerry la culpa de ser una irresponsable y egoísta hechicera y le pide que se deshaga del portal pero ella no sabe que hechizo utilizar para hacerlo, en el transcurso Max atraviesa ese portal tratando de conseguir los datos de una chica linda que vio, por lo tanto Jerry y Theresa van a buscarlo pero se encuentran con parientes y permanecen ahí.
Alex intenta demostrarle a su familia que ella ya no es una hechicera irresponsable y egoísta  como le dijo su padre gracias a eso y a que Dominic la incita realiza un hechizo que crea dos versiones de ella con diferentes personalidades: la Alex malvada queda atrapada dentro de un espejo. 
Por otro lado, la Alex Buena y Harper reciben la visita de Dominic (el hechicero "amigo de Justin"), que es malvado y finge estar enamorado  de Alex y la separa de Mason.
La alianza malvada entre la Alex Mala y Dominic captura a Max, Jerry y Theresa  Dejando a Alex sola e indefensa. 
Alex y Harper descubren que Dominic tiene un malvado plan para deshacerse del mundo mortal por lo que ella lo sigue secretamente hasta la Torre inclinada de Pisa donde él y la Alex Mala tienen una máquina que acabaría con los mortales, volviendo a la tierra un mundo solo de hechiceros, y también capturan a Harper junto con los demás Russo. Ahora, para que esta máquina funcionara necesitaban de un hechizo de una de las hechiceras más poderosas del planeta, Alex Russo, para tratar de conseguirlo amenaza a Alex con destruir a su familia y ya que ella se niega la Alex mala va en busca de Mason haciéndose pasar por la otra Alex, en eso la otra Alex también llega pero Mason confundido se va con la equivocada, luego de eso teniendo ya a todos los seres queridos de Alex, Dominic la obliga hacerlo amenazando con deshacerse de su familia si no lo hace. Así que Alex realiza el hechizo y la máquina empieza a reclutar a los mortales y Alex recupera el brazalete en donde está su familia, así que ahora está dispuesta a arreglar todo pero justo cuando lo hará los cristales de la justicia vuelven a llevarse a Alex, y ella vuelve a dejar tirado el brazalete en manos de Dominic, después los cristales de la Justicia llaman a Dominic a atestiguar contra Alex y la culpa de todo y ya luego de ver todos los acontecimientos la condenan a muerte y la llevan a una celda a prueba de magia mientras se preparan para deshacerse de ella. 
Luego Mason se dio cuenta de que cuando Alex dejó caer el brazalete el dije en el que se encontraba se empezaba a quebrar así que él logra liberarse y va en busca de Alex, cuando la encuentra la libera y van en busca de Dominic y la otra Alex hasta la Torre inclinada de Pisa. 
Allí Dominic le pide a la Alex Malvada que se lleve a la Alex buena de allí, así que se va hasta su casa diciéndole a la Alex buena que tiene que seguirla si quiere proteger a su familia y a su hogar, mientras Mason se enfrenta a Dominic, Alex se enfrenta a la Alex Malvada generándose una batalla literal entre el bien y el mal en lo alto de una de las pantallas gigantes de Nueva York, La Alex malvada hace creer a la otra Alex que se deshizo de ella así que la Alex buena vuelve a la Torre inclinada de Pisa donde se encuentra desmayado a Mason y cuando iba a destruir a Dominic la Alex malvada vuelve a aparecerle por detrás donde hace que deje su varita mágica y le vuelven a quitar el brazalete, pero ella en un movimiento ingenioso le quita la varita a la Alex mala y piensa que ahí si se deshizo de ella. 
Justo cuando está por destruir la máquina Dominic deja caer desde lo más alto de la Torre inclinada de Pisa el brazalete por lo que Alex deja la máquina y va en rescate a su familia. Allí Dominic se da cuenta de que no podrá vencer a Alex y le pide que se una a él y que sean felices juntos, entonces Mason despierta del desmayo y lo tira desde el balcón y así se deshace de él. 
Cuando están todos felices por eso, la Alex Malvada vuelve a aparecer y Alex le pide que ya dejen todo y vuelvan a unirse, pero la Alex malvada le dice que ya que Dominic desapareció la cima será para ella, y podrá adueñarse del mundo, por lo que no está dispuesta a hacerlo. Así que Alex toma una decisión y le dice que si lo pierden todo, nadie ganará, así que realiza un hechizo que cancelará todos sus poderes, ya hecho esto la Alex mala vuelve al cuerpo de la Alex buena y desaparece su poder y su varita. La máquina deja de funcionar y todos los mortales reclutados por esta vuelven al mundo. 
En la siguiente escena vuelven a aparecer los Russo, Harper y Mason frente a los Cristales de la Justicia y ellos le dicen a Alex que ha mostrado mucha valentía para salvar al mundo de nuevo y anulan su condena a muerte, pero le dicen que por su irresponsabilidad e inmadurez han decidido no restaurar sus poderes. 
Jerry les pide otra oportunidad para Alex diciendo que hará que madure pero ella se niega, y dice que está cansada que todos quieren que cambie su forma de ser, y que la única persona que está feliz con lo que ella es y la acepta con todo y sus fallas, es su mejor amiga, Harper, así que si no le dan su magia, para ella está bien ya que tiene a Harper  y ella es su magia. 
Allí Jerry le dice que está orgulloso de ella, que merece ser la hechicera de la familia y pide que vayan a casa, cuando los Cristales de la Justicia interrumpen y le dicen que el aprecio que tiene por otras personas es muy maduro, y que tiene otras cualidades que la harán una gran hechicera, que puede que aún haya esperanza para ella y le dan otra oportunidad, le dan su poder y varita de nuevo. 
Luego vemos a los Russo con el resto de la familia en Italia despidiéndose y vuelven a casa por el portal, donde Theresa y Jerry encuentran la sala destrozada por la batalla de Alex y Alex (maligna).

## Reparto
- Selena Gomez como Alex Russo.
- Jake T. Austin como Max Russo.
- Jennifer Stone como Harper Finkle.
- Gregg Sulkin como Mason Greyback.
- Beau Mirchoff como Dominic.
- María Canals Barrera como Theresa Russo.
- David DeLuise como Jerry Russo.

### Reparto secundario
- Natalia Nogulich como Carmela.
- Antonella Lentini como Francesca.
- Jack Donner como Papa Fabrizio.
- Iera Hundrickson como Locutora de noticias 1.
- Anthony Palermo como Locutor de noticias 2.
- Francesco Cura como Trabajador del Viñedo.
- Nikki Hahn como Bianca.
- Josiah Darden como Gino.

## Producción

### Casting
El especial fue protagonizado por el reparto completo de la serie de Disney Channel Wizards of Waverly Place (con la excepción de David Henrie como Justin Russo, quien fue mencionado con algo de frecuencia).

### Rodaje
The Wizards Return: Alex vs. Alex se rodó en California, Estados Unidos, con sets de fondo para las escenas de Italia. El especial fue filmado desde el 22 de octubre de 2012 hasta el 10 de noviembre del mismo año.[cita requerida]

## Estreno internacional
El episodio se estrenó en Disney Channel como un especial de televisión, el día 15 de marzo de 2013 en los Estados Unidos y el 22 de marzo de 2013 en Canadá.

## Mercadeo
El primer teaser tráiler del especial fue estrenado en Disney Channel el 28 de enero de 2013.[cita requerida] Durante toda la semana del 11 de marzo de 2013, las reposiciones de varios episodios se mostraron en Disney, que llevó al aire el episodio en televisión.[cita requerida] El 15 de marzo de 2013 se utilizó una cuenta regresiva para la emisión del episodio.[cita requerida]
En Latinoamérica el teaser tráiler del especial fue estrenado en Disney Channel el 3 de junio de 2013, pero se mostraron imágenes del especial el 1 de junio cuando se anunció el especial "Hechiceros al poder" que consistía en la emisión de dos episodios de la serie por día, durante la semana del estreno.[cita requerida]

## Recepción
El episodio fue visto por 5,9 millones de espectadores en el día de su lanzamiento inicial.

## Lanzamiento en DVD
El especial fue lanzado exclusivamente en DVD el 25 de junio de 2013 en un lanzamiento que incluía el episodio final de Wizards of Waverly Place de más de una hora de duración: "Who Will be the Family Wizard?", como contenido extra. El especial se presentó en su proporción original de 1.78:1, con audio en inglés, español y francés, y pistas de subtítulos.

## Premios y nominaciones
| Año  | Premiación               | Categoría                   | Nominado                          | Resultado |
| ---- | ------------------------ | --------------------------- | --------------------------------- | --------- |
| 2013 | Imagen Foundation Awards | «Mejor actriz - Televisión» | Selena Gomez                      | Nominada  |
| 2013 | Imagen Foundation Awards | «Mejor programa infantil»   | The Wizards Return: Alex vs. Alex | Nominado  |